# 하비의 마지막 로맨스
《하비의 마지막 로맨스》(영어: Last Chance Harvey)는 미국에서 제작된 조엘 홉킨스 감독의 2008년 로맨틱 드라마 영화이다. 더스틴 호프먼, 에마 톰프슨 등이 출연하였고, 팀 퍼렐 등이 제작에 참여하였다.

## 출연진
- 더스틴 호프먼
- 에마 톰프슨
- 아일린 앳킨스
- 캐시 베이커
- 제임스 브롤린
- 리앤 밸러밴
- 대니얼 러페인
- 리처드 시프
- 브로나 갤러거
- 제러미 셰필드

## 기타 제작진
- 라인 제작: 가이 태너힐
- 배역: 앨리 패럴, 일레인 그레인저, 로라 로즌솔
- 미술: 존 헨슨
- 세트: 로버트 위슈즌헤이스
- 의상: 내털리 워드